# Хлодіон
Хлодіон Довговолосий (фр. Clodion «le Chevelu») — легендарний вождь франків, правив приблизно в  427 / 428 —  447 / 448  роках.

## Походження прізвиська
Прізвисько «Довговолосий» Хлодіон отримав завдяки одному із записів Григорія Турського, який написав «Історію франків» у VI столітті:

| Багато ж передають, що ті ж самі франки прийшли з Паннонії і перш за все заселили береги Рейну. Потім звідси вони перейшли Рейн, пройшли Торінгію і там по округах і областях обрали собі довговолосих королів зі своїх перших, так би мовити, знатніших родів |
Зауваження Григорія Турського про довжину волосся перших королів не випадкове. Справа в тому, що відпускати довге волосся дозволялося тільки спадкоємцям королівського дому, це була відмітна ознака верховного бога германців Одіна. Таким чином, королі з роду Меровінгів приписували собі божественне походження, а франки вважали своїх королів нащадками богів. Франкські воїни носили короткі стрижки, а всі королі аж до зникнення роду Меровінгів мали довге волосся, яке вони не стригли з самого народження, і саме тому часто Меровінгів іменують «довговолосими королями».
Ім'я Хлодіона має у своїй основі давньогерманське слово hlod, що означає «прославлений», «видатний», «іменитий».

## Біографія
Відомості про Хлодіона дуже мізерні й сумнівної достовірності. Григорій Турський, згадуючи короля Теодомера, потім переходить до розповіді про Хлодіона, ніби кажучи, що Хлодіон пішов по слідах Теодомера. Фредегар у своїй «Хроніці» пішов далі: він оголосив Теодомера батьком Хлодіона. Невідомий автор «Книги історії франків» (VIII століття) називає попередником і батьком Хлодіона якогось Фарамонда, який нібито стояв на чолі династії Меровінгів. Він оголошує його сином Маркоміра і внуком Пріама. Але ці дані відносяться до області генеалогічних помилок.
Початок царювання Хлодіона відноситься до 427/428 року. З розповіді Григорія Турського відомо, що резиденцією його була фортеця Діспарг (не локалізований), в області тюрингів. Хоча абсолютно незрозуміло, де знаходилася ця область лівобережних рейнських тюрингів, але за зауваженням Григорія, в південній частині цієї області, до самої Луари жили римляни, і можна припустити, що мова йде про західні частини римської провінції Бельгіка (пізніший Брабант). Можливо, згадувана область тюрингів (Thoringia) є спотвореною назвою області тонгрів (Tungri, Tongria) — стародавній області ебуронів, племені на півночі Галлії (Gallia Belgica). Тут, мабуть, відбулося змішання назви тонгрів (Tungri) з німецькою назвою тюрингів (Thuringi).
У той же час Григорій зазначає, що на південь від Луари панували вестготи, а бургунди селилися на Роні поблизу Ліона.
У 428 році Хлодіон дізнався, що міста Белгіки беззахисні, оскільки Флавій Аецій забрав більшість солдатів, які охороняли ці території, на війну з вестготами. Хлодіон з великою армією переправився через Рейн, пройшов через Вугільний ліс (римська назва для частини Арденського лісу від Самбри) на північний захід до Шельди і оволодів містом Турне, а звідти просунувся до Камбре. Там він зупинився на деякий час і дав наказ убити мечем всіх римлян, які жили в місті. Утримавши за собою місто, він пішов далі, і завоював всю країну (всю територію сучасної Бельгії) до річки Сомми. Тут він зіткнувся з серйозним опором останнього осередку римської державності в Галлії з центром в Парижі (Лютеція).
Про Хлодіона (або Хлогіона, Хлоіона) як про історичну особистість згадує і латинський поет Сідоній Аполлінарій у панегірику майбутньому імператору Майоріану. На той час Майоріан був римським полководцем у Галлії, сподвижником Аеція. Звертаючись до Майоріану, Сидон вигукував: «Поки ти воював, франк Хлогіон захопив незахищені землі атребатів (на півночі Галлії)»
Успіхи франків привернули увагу Аеція, і він спільно з Майоріаном рушив проти них. За розповіддю Аполлінарія Сидонія, римляни застали зненацька франків в місті, що називалось Оленою (який вважають нинішнім Лансом). У хвилину атаки франки бенкетували і танцювали, з нагоди весілля одного зі своїх ватажків. Розбитий Хлодіон був змушений у безладді поміняти напрям на Рейн, або навіть за Рейн (431). Небезпека з боку гунів незабаром змусила Аеція примиритися з Хлодіоном. Вступивши в союзні відносини з галло-римлянами, салічні франки стали, так званими, римськими федератами. Їхнею столицею стало місто Турне.
За твердженням «Книги історії франків» Хлодіон правив 20 років. Григорій Турський вважав Хлодіона предком Меровея, а Фредегар прямо називає його батьком останнього.

### Історичні карти
- Варвари
- Європа в 400 році
- Римська Імперія на рубежі IV—V вв. «Велике переселення народів»